# Tessar
Zeiss Tessar (др.-греч. τέσσερες — четыре) — торговое название оптической конструкции фотообъективов.
Разработана доктором Паулем Рудольфом для немецкой оптической компании «Carl Zeiss» и запатентована 25 апреля 1902 года. Имеет конструкцию из 4 элементов в трёх группах, где 3-я и 4-я линза склеены. Лепестки диафрагмы размещаются перед задним компонентом.
Вопреки распространённому мнению, «Тессар» не был усовершенствованием Триплета Кука, хотя и может рассматриваться как его логическое продолжение. «Тессар» разработан независимо как развитие схемы объектива Zeiss Protar (4 линзы в 2 группах), авторство разработки которого также принадлежит Паулю Рудольфу.

## Особенности
«Тессар» имеет несколько бо́льшую светосилу, чем классический Триплет Кука, и лучшую коррекцию аберраций, в том числе термооптических. Дает резкое и контрастное изображение, за что и получил прозвище «Орлиный глаз».
Исходная схема объектива позволяет достичь светосилы f/3,5—4,0, а при использовании сортов стекла класса тяжёлых кронов достижимо значение f/2,8. 
Выпускался по лицензии такими фирмами, как Bausch&Lomb Optical CO. в США, F. Koristka в Италии, E. Krauss во Франции и Ross Ltd в Англии. По истечении срока действия патента в 1920 году, оптическая схема «Тессара» была воспроизведена многими оптическими фирмами в объективах: «Индустар» (СССР), «Роккор» (Минолта), «Mamiya/Sekor» (Мамия/Секор), «Nikkor» (Nikon). Вопреки частому заблуждению, немецкий «Эльмар» для «Лейки» не является ещё одной копией «Тессара», а основан на Триплете Кука. При этом диафрагма «Эльмара» расположена в первом воздушном промежутке, а не во втором, как у «Тессара».
Количество объективов данного типа, выпущенных с 1902 года до настоящего времени, превысило 100 миллионов.

## Pro-Tessar
Передний элемент «Тессара» может быть заменён для получения длиннофокусного или широкоугольного объектива. В 1957 году «Карл Цейс» выпустил длиннофокусные Pro-Tessar 85/4, 115/4 и широкоугольный Pro-Tessar 35/4 для использования в зеркальных камерах Zeiss Ikon Contaflex моделей III, IV, Rapid, Super, Super (new), Super B, Super BC и S.